# Rafael Bañón Rodes
Rafael Bañón Rodes (Alicante, 7 de octubre de 1929- ibídem, 4 de julio de 2004) fue un jurista español.
Licenciado en Derecho por la Universidad de Murcia, consiguió la plaza de juez por oposición en el año 1956. Tras ser destinado a los pueblos almerienses de Sorbas, Vélez-Rubio y Huércal-Overa, se hizo cargo en 1962 del juzgado único de Elche (Alicante). Posteriormente fue ascendido a magistrado y destinado a Palma de Mallorca, y en 1982 a la Audiencia de Alicante, donde se hizo cargo de la Sección Tercera.Después de su jubilación fue nombrado Magistrado Emérito.

## Reconocimientos
- Cruz Distinguida de segunda clase de San Raimundo de Peñafort.
- Cruz Distinguida de primera clase de San Raimundo de Peñafort.
- Caballero electo del Misterio de Elche.
- Colegiado de Honor del Ilustre Colegio de Procuradores de Alicante.
- Colegiado de Honor del Ilustre Colegio de Abogados de Elche.
- Medalla de las Ciencias Penales y Criminológicas.